# 麻叶铁苋菜
麻叶铁苋菜（学名：Acalypha lanceolata）为大戟科铁苋菜属下的一个种。

## 扩展阅读
- 維基物種上的相關：麻叶铁苋菜